# H.M.S. Donovan
Albums de Donovan
Open Road
(1970) Cosmic Wheels
(1973)
H.M.S. Donovan est le neuvième album studio de Donovan, paru en juillet 1971.
C'est un double album de chansons pour enfants, à l'image du second disque de l'album A Gift from a Flower to a Garden sorti quatre ans plus tôt. Donovan y met en musique divers poèmes, notamment de Lewis Carroll.

## Titres
Toutes les chansons sont composées par Donovan Leitch. Le cas échéant, sont mentionnés les auteurs originaux des paroles.

### Face 1
1. The Walrus and the Carpenter (Lewis Carroll) – 8:36
2. Jabberwocky (Lewis Carroll) – 2:37
3. The Seller of Stars (Thora Stowell) – 2:52
4. Lost Time (Frida Wolfe) – 2:29
5. The Little White Road (Thora Stowell) – 2:05
6. The Star (traditionnel, arr. Donovan) – 1:45

### Face 2
1. Coulter's Candy (traditionnel, arr. Donovan) – 1:44
2. The Road (Lucy Diamond) – 1:08
3. Things to Wear (Agnes Grozier Herbertson) – 1:06
4. The Owl and the Pussycat (Edward Lear) – 2:24
5. Homesickness (Donovan) – 2:31
6. Fishes in Love (Donovan) – 1:04
7. Mr. Wind (Donovan) – 2:38
8. Wynken, Blynken, and Nod (Eugene Field) – 2:38

### Face 3
1. Celia of the Seals – 3:02
2. The Pee Song – 2:06
3. The Voyage of the Moon – 5:18
4. The Unicorn – 0:55
5. Lord of the Dance (Sydney Carter) – 2:31
6. Little Ben – 1:44
7. Can Ye Dance – 1:32

### Face 4
1. In an Old Fashioned Picture Book – 3:11
2. The Song of the Wandering Aengus (William Butler Yeats) – 3:56
3. A Funny Man (Natalie Joan) – 1:51
4. Lord of the Reedy River – 2:38
5. Henry Martin (traditionnel, arr. Donovan) – 5:08
6. Queen Mab (Thomas Hood) – 2:18
7. La Moora – 2:21